# Ulrik Rudebeck
Edvard Ulrik Rudebeck, född 5 augusti 1803 på Svanås, Ormesberga socken, död 28 juni 1898 i Växjö, var en svensk militär.
Ulrik Rudebeck var son till majoren Johan Rudebeck. Han blev 1819 underlöjtnant vid Svea artilleriregemente, som han sedan tillhörde under hela sin aktiva militärtjänst, genomgick Artilleriläroverket på Marieberg 1822–1823, utnämndes 1849 till major samt blev 1853 överste och chef för regementet. Han utnämndes 1860 till generalmajor men tog avsked samma år på grund av ett ogillat befordringsförslag. Dessförinnan hade Rudebeck ett par månader varit tillförordnad generalfälttygmästare och chef för artilleriet. Vid avgången utnämndes han till överintendent vid Djurgården, en befattning som ingen före eller efter honom innehaft. Från denna post tog han avsked 1879. Rudebeck deltog 1829 i försök med den nya fältartillerimateriel, som fastställdes 1831. 1846 företog han en resa till Österrike, Preussen, Bayern och Hannover för att där studera fältartilleri och militära förhållanden i allmänhet. Som major var han adjungerad ledamot av artillerikommittén 1850, 1852 och 1853. Efter avskedet ur militärtjänst var Rudebeck från 1864 ordförande i direktionen över Konungens hospital och 1866–1873 militär ledamot av Högsta domstolen. Rudebeck var efter tidens sed kärv i tjänsten men hyste stort intresse för sina underlydandes bästa. På hans initiativ bildades inom regementet 1858 en änke- och pupillkassa för underofficerarna, den så kallade Rudebeckska stiftelsen, till vars grundfond Rudebeck själv lämnade bidrag. Han blev ledamot av Krigsvetenskapsakademien 1851.